# زندگی ترسناک و شگفت‌انگیز لنی ریفنشتال
زندگی شگفت‌انگیز و ترسناک لنی ریفنشتال (آلمانی: Die Macht der Bilder: Leni Riefenstahl) یک فیلم مستند آلمانی است که در کارگردانی آلمانی به نام ری مولر در سال ۱۹۹۳ آن را در رمورد زندگی کارگردان فیلم آلمانی لنی ریفنشتال ساخته‌است.
ریفنشتال برای فیلم مستند المپیا (۱۹۳۸)، در بازی‌های المپیک تابستانی ۱۹۳۶ در برلین و فیلم‌های تبلیغاتی نازی، Der Sieg des Glaubens (1933)، و همین‌طور فیلم پیروزی اراده (۱۹۳۵) به شهرت رسید. مورخان فیلم پیروزی اراده را به عنوان بزرگ‌ترین فیلم تبلیغاتی در تمام دوران می‌شناسند.
اکران این فیلم در ایالات متحده در سال ۱۹۹۳، همزمان با انتشار زندگینامه و همچنین نودمین زادروز او بود. این دو نسخه بی ارتباط نیستند. زندگی شگفت‌انگیز و ترسناک لنی ریفنشتال از ایده ای از خود ریفنشتال برآمده بود؛ او به دلیل بالا رفتن سنش تصمیم گرفت یک مستند دربارهٔ زندگی خود بسازد.
پیش از مولر هجده فیلمساز که نگران بودند با یک «کارگردان نازی» کار کنند، این پروژه را رد کردند، اما در نهایت مولر پذیرفت ریفنشتال را در یک مستند سه ساعته (سه برابر مدت قرارداد) به تصویر بکشد.
از این رو، کارگردان فیلم مولر تصمیم گرفت این فیلم را طولانی بسازد چون می‌خواست یک بازنمایی منصفانه از زندگی ریفنشتال عرضه کند.